# Zbigniew Fuiński
Zbigniew Fuiński (ur. 27 stycznia 1929 we Lwowie, zm. 24 czerwca 2012) – architekt (mgr inż.), znawca dawnej broni, kolekcjoner.

## Życiorys
W 1956 ukończył studia na Wydziale Architektury Politechniki Krakowskiej, w latach 1956–97 awansował od asystenta do głównego projektanta i kierownika Pracowni Projektowej w Biurze Projektów „Miastoprojekt Katowice”. Od 1992 zajmował się m.in. kolekcją dawnej broni w Muzeum Zagłębia w Będzinie.
Jako architekt był autorem kilku osiedli mieszkaniowych, szkół, przedszkoli, ośrodków zdrowia i zespołów handlowych zlokalizowanych na Śląsku i w Zagłębiu (Będzin–Syberka).
Był współautorem publikacji: "Fabryka broni w Kozienicach" (w "Ziemi") i "Napierśnik zbroi tzw. maksymiliańskiej ze zbiorów prywatnych w Krakowie" oraz "Garnituru zbroi" (w "Studiach do dziejów dawnego uzbrojenia i ubioru wojskowego"), "Uwagi o wawelskiej zbroi turniejowej" w "Studiach do dziejów Wawelu", artykułów w "Dawnej Broni i Barwie" i "Broń biała i uzbrojenie ochronne" (2001, 2005).
Odznaczenia: Złoty Krzyż Zasługi (1989), Złota Odznaka Stowarzyszenia Miłośników Dawnej Broni i Barwy, Odznaka Zasłużony Działacz Kultury (1977), Złota Odznaka "Za opiekę nad zabytkami" (2006). Od 1957 był członkiem  Stowarzyszenia Miłośników Dawnej Broni i Barwy (od 1997 członek honorowy), Stowarzyszenia Architektów Polskich (od 1987 członek Zarządu Głównego, od 1991 wiceprezes); redaktor naczelny pisma "Dawna Broń i Barwa".